# 이진욱 (야구 선수)
이진욱(1988년 3월 25일 ~ ) 은 KBO 리그 전 LG 트윈스의 선수이다.

## 출신학교
- 상인천초등학교
- 동인천중학교
- 동산고등학교
- 디지털서울문화예술대학교